# Leioproctus subpunctatus
Leioproctus subpunctatus là một loài Hymenoptera trong họ Colletidae. Loài này được Rayment mô tả khoa học năm 1935.